# Piotr Komosiński
Piotr Komosiński (* 1976) ist ein polnischer Jazzmusiker (Kontrabass, Bassgitarre, Synthesizer, Komposition) und Fotograf.

## Werden
Komosiński, der aus Ciechocinek stammt, ist gelernter Fotograf. Als Musiker hat er in vielen Bands gespielt, darunter Potty Umbrella, Hotel Kosmos, Ex Usu, Indivi-Duo, Die Perspektive und POLA. Außer in Polen ist er auch in Kanada, den Niederlanden, Großbritannien und Irland aufgetreten. Mit seinem Projekt Die Perspektive entstand das Album All in Forms.
Anlässlich seines 30-jährigen Bühnenjubiläums veröffentlichte Komosiński das Album Wietrzne Historie, das er mit den Trompetern Wojciech Jachna und Michał Mike als Gastmusikern realisierte. Mit Jerzy Mazzoll folgte das Album Pory (2025).
Komosiński ist außerdem Gründer der Fotogruppe B1, mit der er seine Werke in mehreren Galerien in Polen ausstellte.